# (11860) Uedasatoshi
(11860) Uedasatoshi (1988 UP) – planetoida z pasa głównego asteroid okrążająca Słońce w ciągu 5,58 lat w średniej odległości 3,14 j.a. Odkryta 16 października 1988 roku.